# Tossal de Can Grata
El Tossal de Can Grata és una muntanya de 1.195 metres que es troba al municipi d'Ogassa, a la comarca catalana del Ripollès.